# 福井県済生会病院
社会福祉法人恩賜財団済生会支部福井県済生会病院（しゃかいふくしほうじんおんしざいだんさいせいかいしぶふくいけんさいせいかいびょういん）は、福井県福井市にある、社会福祉法人恩賜財団済生会が運営する病院である。福井県の肝疾患診療連携拠点病院に指定されている。

## 診療科
- 内科
- 神経内科
- 小児科
- 外科
- 呼吸器外科
- 口腔外科
- 心臓血管外科
- 皮膚科
- 泌尿器科
- 消化器科
- 循環器科
- 整形外科
- 形成外科
- 産婦人科
- 眼科
- 耳鼻咽喉科
- 脳神経外科
- 神経科精神科
- 放射線科
- 麻酔科
- リハビリテーション科

## 主な機能
- がん診療連携拠点病院
- 地域周産期母子医療センター
- 肝疾患診療連携拠点病院
- 地域医療支援病院

## 沿革
- 1941年（昭和16年） - 恩賜財団済生会福井診療所として開設。
- 1945年（昭和20年） - 戦災で焼失、直後再建。
- 1948年（昭和23年） - 福井地震で焼失、翌年再建。
- 1950年（昭和25年） - 現在の名称に変更。
- 1993年（平成5年） - 地上8階建ての本館（現在の病院建物）が完成。中央2丁目から現在地へ移転。
- 1998年（平成10年） - 本館隣にホスピス病棟「愛の家済生」が完成。
- 2004年（平成16年） - 東館完成。同年に地域医療支援病院に指定。
- 2013年（平成25年） - 南館増築

## フロア
- 本館及び東館、ホスピス病棟で構成されている。本館には1階にローソン（コンビニエンスストア）、スターバックスコーヒー、レストラン、喫茶スペース、2階に書店などがある。
- レストランおよび喫茶スペースはユアーズホテルフクイが運営を受託している。
- 本館は地下は業務用スペース、1,2階に外来診察室、2階に研修講堂、3階に手術室・集中治療室・リハビリセンター、4階に日帰り手術センター・院内デイサービス、5階から8階が病棟。

## 近隣の医療機関
- 国立病院機構あわら病院（あわら市）
- 春江病院（坂井市）
- 福井大学医学部附属病院（永平寺町）
- 福井県立病院（福井市）
- 福井愛育病院（福井市）
- 福井循環器病院（福井市）
- 福井赤十字病院（福井市）

## 交通アクセス
- 京福バス 51・52系統（済生会問屋団地線）、55・58・59系統（大野線） 「済生会病院」下車。
  - 58系統を除き福井駅（西口）発路線で、「済生会問屋団地線」は1番のりば、「大野線」は5番のりばよりそれぞれ所要15分前後。
  - 55・58・59系統は越前大野駅を通る路線。
- 福井市地域コミュニティバス 酒生いきいきバス・岡の泉号（京福バス受託）、東郷おつくねバス（福井交通受託）「済生会病院」下車。
  - 東郷おつくねバスのみ、越前東郷駅に立ち寄る。
- 池田町 町民協働バス マイバス「済生会病院」下車。
  - 福井駅（東口）発着路線ではあるが、池田町内との往来のみ可であり福井駅-済生会病院区間内相互の利用はできない。
- 福井駅（東口）からタクシー約10分（約3.5km）。
- E8 北陸道 福井ICより国道158号福井市街方面へ約2.7km、国道8号（福井バイパス）側道「西方」交差点より国道158号大野市方面へ約1.3km。双方共「済生会病院入口」交差点より、福井県道178号篠尾出作線東行へ入り約150m。